# Шимонович, Дубравка
Дубравка Шимонович (хорв. Dubravka Šimonović; род. 11 августа 1958, Загреб) — хорватский юрист и дипломат. В прошлом — Специальный докладчик ООН по вопросу о насилии в отношении женщин и девочек, его причинах и последствиях (2015—2021).

## Биография
Получила докторскую степень по семейному праву в Загребском университете.
Возглавляла Отдел по правам человека в Министерстве иностранных дел Хорватии. Была назначена полномочным представителем Постоянного представительства Хорватии при Организации Объединенных Наций в Нью-Йорке. Была назначена послом при ОБСЕ и Отделении Организации Объединённых Наций в Вене (ЮНОВ).
С 2001 по 2002 год была председателем Комиссии ООН по положению женщин (КПЖ), а также была членом Консультативного комитета ЮНИФЕМ.
С 2002 по 2014 год была членом Комитета по ликвидации дискриминации в отношении женщин (CEDAW). В 2007—2008 годах была председателем CEDAW, в 2009—2011 годах — докладчиком по последующим мерам, в 2011 году — председатель рабочей группы факультативных протоколов.
В 2006—2007 годах была председателем, затем заместителем председателя Рабочей группы Совета Европы по борьбе с насилием в отношении женщин, включая домашнее насилие (EG-TFV), которая предложила принять новую Конвенцию Совета Европы о борьбе с насилием в отношении женщин. С 2008 по 2011 год была сопредседателем Специального комитета CAHVIO Совета Европы, который занимался разработкой Конвенции Совета Европы о предотвращении и борьбе с насилием в отношении женщин и домашним насилием (Стамбульской конвенции).
В июне 2015 года Советом по правам человека назначена Специальным докладчиком по вопросу о насилии в отношении женщин и девочек, его причинах и последствиях (SRVAW) сроком на три года (с возможностью продления до шести лет). Вступила в должность 1 августа. В 2018 году её мандат был продлён.
Является автором нескольких книг и статей о правах женщин и насилии в отношении женщин.
Читала лекции в Гарвардской школе права, Ноттингемском университете, Институте прав человека Урбана Моргана (Университет Цинциннати) и в Women's Human Rights Training Institute (WHRTI), организованного фондом «Български център за джендър изследвания» (БЦДИ). В 2016—2018 годах была приглашённым профессором практики в Центре прав женщин, мира и безопасности в Лондонской школе экономики (LSE).